# 金枝玉叶 (2011年电视剧)
金枝玉叶是一部于2010年由上影英皇投资拍摄，林龙、何洛、罗刚联合导演的电视剧。本片被称为中國版“《珠光宝气》”，由张萌、田海蓉、赵子琪、苗侨伟、林保怡领衔主演，讲述了玉家三姐妹的人生故事，同时也揭秘娱乐圈黑幕，包括艳照门、潜规则、富豪饭局、泼墨门等。。2011年8月22日央视八套首播

## 简介
本剧是一部以反映社会现状为主题的长篇现实情感励志剧。主要通过剧中的三姐妹在利益和情感中的纠葛，反映人性的光明与阴暗。

## 演员表
| 演员   | 角色   | 简介 |
| 田海蓉 | 玉欢   |      |
| 赵子琪 | 玉璇   |      |
| 张萌   | 玉琪   |      |
| 苗侨伟 | 金天桥 |      |
| 林保怡 | 邵立达 |      |
| 朱泳腾 | 林淼   |      |
| 翟天临 | 金天胜 |      |
| 高雄   | 金庆元 |      |
| 于毅   | 杜川   |      |

## 出品方
- 上影英皇